# Depois (canção de Paula Fernandes)
"Depois" é uma canção gravada pela cantora e compositora mineira Paula Fernandes em parceria com a dupla Victor & Leo, presente em sua coletânea de duetos Encontros pelo Caminho (2014). A canção foi lançada como terceiro single do álbum em 18 de maio de 2015.

## Composição
A composição da canção é da própria Paula Fernandes em parceria com Victor Chaves (da dupla Victor & Leo).

## Videoclipe
O videoclipe da canção foi lançado na Vevo no dia 18 de maio de 2015, dirigido por Márcio Monteiro no vídeo o trio aparece cantando e tocando violão em volta de uma fogueira. Em outro momento, Paula Fernandes, Victor e Leo caminham numa fazenda para apreciar um belo pôr do sol, mostra imagens da fazenda como uma lagoa e animais.

## Lista de faixas
| Download digital |                             |         |  |
| N.º              | Título                      | Duração |  |
| 1.               | "Depois" (com Victor & Leo) | 3:15    |  |

## Desempenho nas tabelas musicais
| Tabela musical (2015)                                         | Melhor posição |
| ------------------------------------------------------------- | -------------- |
| Brasil Billboard Brasil Hot 100 Airplay                       | 29             |
| Brasil - Billboard Brasil Regional Grande São Paulo Hot Songs | 7              |
| Brasil - Billboard Brasil Regional Salvador Hot Songs         | 3              |